# Ceratothoa steindachneri
Ceratothoa steindachneri är en kräftdjursart som beskrevs av Koelbel 1879. Ceratothoa steindachneri ingår i släktet Ceratothoa och familjen Cymothoidae. Inga underarter finns listade i Catalogue of Life.